# كارلوس أولاسكواجا
كارلوس أولاسكواجا (بالإسبانية: Carlos Olascuaga)‏ (22 سبتمبر 1991 بليما في بيرو - ) هو مدرب كرة قدم ولاعب كرة قدم بيروفي في مركز الهجوم. لعب مع أليانزا ليما والجامعي دي بيرو وسيينسيانو ونادي أكاديميكا كويمبرا.

## روابط خارجية
- كارلوس أولاسكواجا على موقع إي إس بي إن إف سي (الإنجليزية)
- كارلوس أولاسكواجا على موقع قاعدة بيانات كرة القدم.إي يو (الإنجليزية)
- كارلوس أولاسكواجا على موقع Soccerway.com (الإنجليزية)
- كارلوس أولاسكواجا على موقع AS.com (الإسبانية)